# Cophyla milloti
Cophyla milloti Guibé, 1950 è una rana della famiglia Microhylidae, endemica del Madagascar.

## Etimologia
Il nome proprio della specie è in onore dello zoologo ed aracnologo francese Jacques Millot (1897-1980)

## Biologia
Lo sviluppo dei girini avviene nell'acqua che si raccoglie nell'ascella di alcune piante (fitotelmi) della foresta pluviale (p.es. Pandanus spp.).

## Distribuzione e habitat
Ha un areale ristretto al Madagascar nord-occidentale, da Tsaratanana a Manongarivo, e alla parte meridionale dell'isola di Nosy Be.

La si trova esclusivamente in poche aree di foresta pluviale tropicale sino ai 600 m di altitudine.

## Conservazione
La IUCN red list classifica Cophyla milloti come specie in pericolo di estinzione (Endangered).
È protetta all'interno della Riserva naturale integrale di Lokobe, nella Riserva naturale integrale dello Tsaratanana e nella Riserva speciale di Manongarivo.